# ジェラルド・M・マイヤー
ジェラルド・マーヴィン・マイヤー（Gerald Marvin Meier、1923年2月9日 - 2011年6月21日）は、ワシントン州タコマ生まれのアメリカ合衆国の経済学者である。スタンフォード大学教授で、専門は開発経済学、国際経済学であった。日本では、G.M.マイヤー、ジェラルド・マイヤーとも呼ばれている。

## 略歴
- 1923年 ワシントン州タコマで生まれる。
- 1947年 リード大学を卒業する（BA）。
- 1948年〜1952年 オクスフォードに設けられたローズ奨学金を得る。
- 1951年〜1952年 オクスフォード大学ユニヴァーシティ・カレッジで低位の大学講師（Tutor）をする。
- 1952年 オクスフォード大学よりBA BLitt.と、ウェズリアン大学よりMA（Honor）を得る。
- 1952年〜1954年 ウィリアムズ大学で専任講師（Instructor）をする。
- 1953年 ハーバード大学よりPh.D.を得る。
- 1954年〜1963年 ウェズリアン大学で准教授、のちに教授（The Chester D. Hubbard Professor of Economics）となる。
- 1957年〜1958年 John Simon Guggenheimフェローとなる。
- 1963年〜1992年 スタンフォード大学経営大学院の教授（The Konosuke Matsushita Professor of International Economics and Policy Analysis）となる。
- 1992年 スタンフォード大学の名誉教授となる。
- 2011年 カリフォルニア州スタンフォードにあるキャンパスの彼の家で、悪性脳腫瘍の合併症で死去する。

## 研究
- 発展途上国の経済を中心に研究し、開発経済学を専門とした。
- 彼は34冊以上の本を出版した。とくに有名なものは、"Leading Issues in Economic Development"である。これは1964年に出版され、第8版まで改訂され、7つの言語に翻訳されている。
- 1984年の"Emerging from Poverty：The Economics Than Really Matter"で次のように書いている。「人類の3分の2が毎日、まだ貧困の苦痛を現実的に学んでいる。」「産業革命の2世紀後、数か国だけが豊かになり、100か国以上の国が貧しい。」「経済学者によって大きな注意を待つ開発政策の必要な改善がある」。

## 家族
- 1954年にGretl Sloteと結婚した。
- 4人の息子がいる。David E. Meier（マサチューセッツ州ボストン）、Daniel R. Meier（カリフォルニア州バークレー）、Jeremy Meier（カリフォルニア州サンフランシスコ）、Andrew Meier（ニューヨーク州ブルックリン）である。
- 孫は6人いる。

## 著作

### 日本語訳
- 『国際貿易と経済発展』、麻田四郎・山宮不二人共訳、ダイヤモンド社、1965年
- 『発展の国際経済学』、麻田四郎・山宮不二人共訳、ダイヤモンド社、1973年
- 『国際協力の経済学』、渡辺利夫監訳、佐藤知子・横田圭一郎・阿部豊太郎共訳、東洋経済新報社、1976年
- 『新しい国際開発政策』、大畑弥七訳、早稲田大学出版部、1982年
- 『国際経済学――貿易と開発の政策理論』、松永宣明訳、文眞堂、1985年
- 『国際開発経済学入門』、松永宣明・大坪滋共訳、勁草書房、1999年
- （G.M.マイヤー、J.E.スティグリッツ共編）『国際経済学の潮流――将来の展望』、関本勘次・近藤正規・国際協力研究グループ共訳、シュプリンガー・フェアラーク東京、2003年
- 『開発経済学概論』、渡辺利夫・徳原悟共訳、岩波書店、2006年

### 主な原書
- Pricing Policy for Development Management, Johns Hopkins University Press, 1985
- Leading Issues in Economic Development, 8th ed., Oxford University Press, 1999
- Internation Environment of Business, Oxford University Press, 1998
- Asian Development, University of Wiscunsin Press, 1988
- Emerging from Poverty, Oxford University Press, 1984